# PERQ

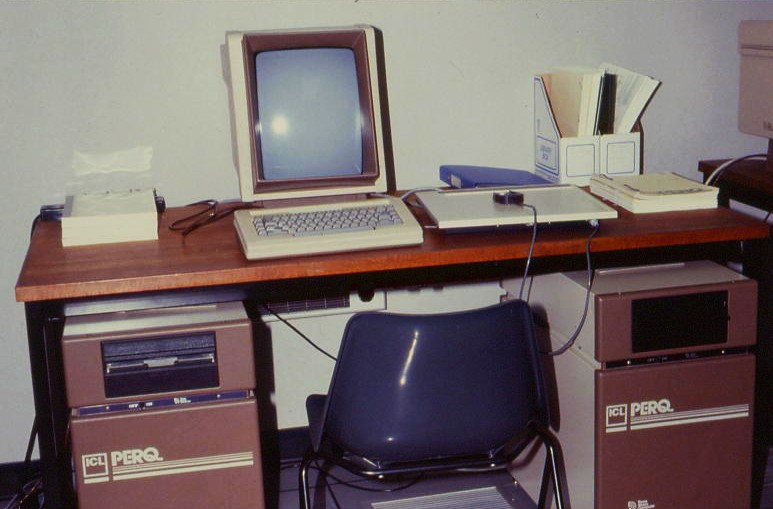
Две рабочие станции ICL PERQ 1, Эдинбургский университет

PERQ (также известный как Three Rivers PERQ или ICL PERQ) — компьютерная рабочая станция, выпускавшаяся в начале 1980-х годов.
Рабочая станция была задумана пятью выпускниками и работниками Университета Карнеги-Мэлона, организовавшими в 1974 году компанию Three Rivers Computer Corporation (3RCC). Один из основателей, Брайан Розен, также работал в Xerox PARC над рабочей станцией Dolphin. Проект PERQ был вдохновлен оригинальной рабочей станцией Xerox Alto, и был первой коммерчески выпускаемой персональной рабочей станцией. Прототип был показан на конференции SIGGRAPH в 1979 году. Название «PERQ» происходит от слова «perquisite» (рус. приработок, дополнительный доход).
В результате интереса британского Совета по научным исследованиям (позднее Совета по научным и инженерным исследованиям, англ. Science and Engineering Research Council), 3RCC начала сотрудничество с британской компьютерной компанией ICL в 1981 году для распространения продукции в Европе, а позднее для совместной разработки и производства. PERQ использовался в множестве академических научно-исследовательских проектов в Великобритании в 1980-х годах.
В 1984 году 3RCC была переименована в PERQ System Corporation. В 1986 году она прекратила деятельность, по большей части из-за конкуренции со стороны других производителей рабочих станций, таких как Sun Microsystems, Apollo Computer и Silicon Graphics.

## Аппаратное обеспечение

### Процессор
Центральный процессор PERQ был реализован в виде микропрограммируемой дискретной логики, а не микропроцессора. В его основе были раздельные АЛУ серии 74181 (англ.) и контроллер адреса (англ.) Am2910 (англ.). Процессор PERQ был необычен тем, что имел 20-битные регистры и перезаписываемое хранилище управляющей программы (англ.) WCS, что позволяло изменять микропрограмму. Центральный процессор имел цикл выполнения микрокоманд в 170 нс (5,88 МГц).

### PERQ 1
Изначальный PERQ (также известный как PERQ 1), запущенный в производство в 1980 году, имел корпус типа пьедестал с коричневой лицевой панелью и 8-дюймовый дисковод закреплённый горизонтально сверху.
Изначальный центральный процессор PERQ 1 имел WCS, вмещающий 4k слов 48-битной памяти микропрограмм. Процессор позднейшего PERQ 1A расширил WCS до 16k слов. В конфигурацию PERQ 1 входили 256 КБ, 1 или 2 МБ 64-битной ОЗУ (подключаемой по 16-битной шине), жёсткий диск Shugart (англ.) SA-4000 объёмом 12 или 24 МБ и 8-дюймовый дисковод гибких дисков.
В основу системы PERQ 1 входило 3 платы: процессорная плата, плата памяти (включавшая кадровый буфер и интерфейс монитора) и плата ввода-вывода (IOB, также называемая CIO). Плата ввода-вывода содержала микропроцессор Zilog Z80, интерфейс IEEE-488, последовательный порт RS-232, интерфейсы жёсткого диска и дисковода гибких дисков и аппаратное обеспечение для синтеза речи. PERQ 1 также имел дополнительный слот опциональных плат ввода-вывода (OIO) для дополнительных интерфейсов, таких как Ethernet.
Графический планшет входил в стандартную комплектацию. Большинство PERQ 1 поставлялись с монохромным вертикально ориентированным монитором размером 21,6 на 27,9 см и разрешением 768 на 1024 пикселей.

### PERQ 2
Более поздний PERQ 2 имел кодовое наименование Kristmas в процессе разработки и был анонсирован в 1983 году. PERQ 2 отличался от PERQ 1 более широким, спроектированным в ICL корпусом, с лицевой панелью более светлого цвета, вертикальным расположением дисковода гибких дисков и трёхразрядным диагностическим дисплеем.
В PERQ 2 использовался тот же самый ЦПУ с 16k слов WCS, что и в PERQ 1A, и также имел в стандартной комплектации 3-кнопочную мышь, вместо графического планшета. В конфигурацию входил более тихий 8-дюймовый жёсткий диск Micropolis (англ.) модель 1201 объёмом 35 МБ, 1 или 2 МБ ОЗУ и опционально вертикально ориентированный монитор от PERQ 1 или 19-дюймовый горизонтально ориентированный монитор с разрешением 1280 на 1024 пикселей.
Из-за проблем в процессе производства с оригинальной моделью 3RCC PERQ 2 (также известной как K1), конструкция была изменена ICL, результатом чего стал PERQ 2 T1 (или ICL 8222).
В более поздних моделях PERQ 2 T2 (ICL 8223) и PERQ 2 T4 8-дюймовый жёсткий диск был заменён диском формата 5,25 дюйма, что также позволило установить внутри второй диск.
Модель T4 (из которых только около 10 думается были выпущены) также имела расширенный 24-битный процессор и монтажную шину, позволяющую использовать 4МБ платы ОЗУ.
В PERQ 2 остался слот OIO, но плата ввода-вывода была заменена либо на EIO (Ethernet ввод-вывод), либо на NIO (не-Ethernet ввод-вывод) плату. Они были похожи на IOB, с дополнительным энергонезависимым генератором временных импульсов, вторым портом RS-232 и (на плате EIO) Ethernet-интерфейсом.

### PERQ 3
PERQ 3A (иначе известный как ICL 3300 Advanced Graphics Workstation) был разработан ICL в качестве замены PERQ 2. PERQ 3A имел полностью новую аппаратную архитектуру, в основе которой был процессор Motorola 68020 (12,5 МГц) и математический сопроцессор 68881, до 2 МБ ОЗУ и жёсткий диск SCSI. Всё это было помещено в настольный корпус типа «mini-tower». Операционной системой была портированная версия UNIX System V Release 2, называвшаяся PNX 300. Прототипы компьютера были выпущены в 1985 году, но проект был отменен до начала полноценного производства, последовав за крахом PERQ Systems Corp.
Другой проект рабочей станции, находившийся в стадии разработки в момент гибели компании, PERQ 3B (иногда упоминается как PERQ 5) перешёл к компании Crosfield Electronics (англ.) для её рабочей станции Crosfield Studio 9500, предназначенной для вёрстки типографских макетов.

### Периферийное оборудование
Выпускались различные OIO платы: OIO платы от 3RCC предоставляли 16-битный параллельный интерфейс PERQlink (предназначенный для скачивания микропрограммы с другого компьютера PERQ в процессе загрузки) плюс Ethernet и(или) контроллер лазерного принтера Canon CX. Так PERQ 2 мог иметь конфигурацию с 2 Ethernet портами (EIO плюс OIO). Матричный принтер также мог подключаться к портам RS-232 или IEEE-488. OIO-платы сторонних производителей выпускались для связи с другими устройствами, такими как стример формата QIC-02 или видеокамера.

## Программное обеспечение
Изначальная система команд PERQ похожая на p-Code (называемая Q-Code) была оптимизирована под Паскаль (особенно, расширенный PERQ Pascal). Команды Q-Code могли выполняться со скоростью до 1 млн команд в секунду. Это породило альтернативную расшифровку названия PERQ: Pascal Evaluation Real Quick (по-настоящему быстрое выполнение Паскаля).

### Операционные системы
Для PERQ были разработаны разные операционные системы. Среди них:
- POS (PERQ Operatinq System) — изначальная однозадачная ОС для рабочих станций PERQ, разработанная 3RCC. POS и утилиты были написаны на PERQ Pascal.
- MPOS (Multitasking POS) — многозадачная версия POS, официально не выпущенная 3RCC.
- Ядро Accent для одноимённой многозадачной исследовательской ОС, разработанной в Университете Карнеги-Мэлона, с оконным менеджером под названием Sapphire. Accent было предшественником ядра Mach, которое использовали многие более поздние ОС. Системное окружение совместимое с UNIX System V, работавшее в Accent и Sapphire, под названием QNIX, было разработано компанией Spider Systems (англ.).
- PNX — портированная на PERQ версия UNIX, основана на Seventh Edition Unix (англ.) и UNIX System III. Была разработана компанией ICL в Бракнелле (англ.), Далкит Пэласе (англ.) и, затем, в Кидсгроуве (англ.) для исследовательского сообщества Великобритании.[6] PNX использует собственную микропрограмму, более предназначенную для языка программирования С, называющуюся C-Code.
- FLEX — разработанная Королевским институтом сигналов и радаров (англ.), была реализована на микрокоде и похожа на другие ранние системы для рабочих станций типа Lisp-машин, UCSD Pascal или Modula-2, за исключением того, что выбранным языком был ALGOL 68.

### Компиляторы
ICL и 3RCC заключили договор с Эдинбургским региональным компьютерным центром (англ. Edinburgh Regional Computing Center, сокр. ERCC) на поставку в 1981-1982 годах оптимизированного компилятора Fortran 77. В результате также был создан компилятор языка Imp (англ.), так как ERCC разработал компилятор F77 на языке Imp. Компиляторы ERCC генерировали так называемый Q-код (Q-Code). С 1987 года поддержка набора компиляторов для PERQ было передано компании коммерческой Edinburgh Portable Compilers Ltd (EPCL), состоявшей из группы бывших сотрудников ERCC.

### Приложения

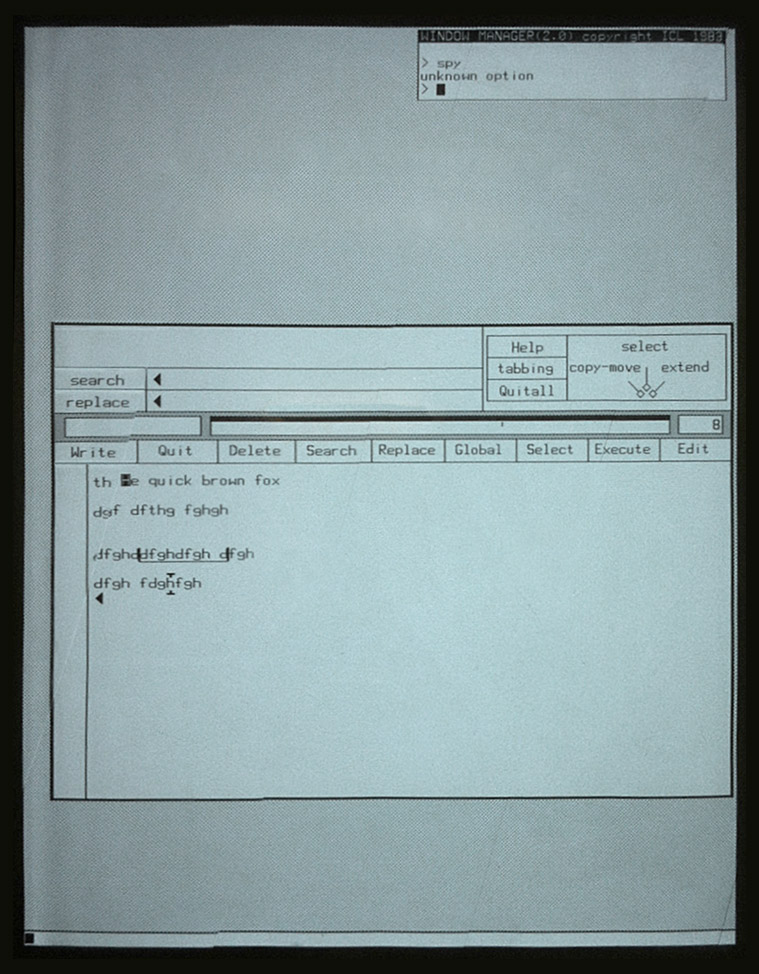
Сторонний текстовый редактор Spy, выпущенный в 1983 году запущенный на рабочей станции PERQ в Блетчли-парк в 2013 году

PERQ был популярной ранней графической станцией; поэтому он породил много ранних сторонних приложений, использовавших графический интерфейс пользователя и растровую графику. Компания Intran примерно в 1982 году выпустила пионерский пакет программ для работы с графикой под названием MetaForm, который состоял из отдельных программ Graphics Builder (графический редактор), Font Builder (редактор шрифтов), Form Builder (редактор форм) и File Manager (файловый менеджер). PERQ также работал как выделенная платформа для нескольких первых гипертекстовых программ, таких как ZOG (англ.), KMS (англ.) и Guide (англ.). САПР DP («Drawing Package»), использовавшаяся для создания на PERQ электрических схем была написана Дарио Гиюзе из Университета Карнеги-Мэлона.